# Pipe
Pipe (рус. Пип) — марка бельгийских легковых и грузовых автомобилей, выпускавшихся «Бельгийской автомобильной компанией» (Compagnie Belge de Construction d’Automobiles) с 1900 по 1932 год.